# 鴨生駅
鴨生駅（かもおえき）は、かつて福岡県嘉穂郡稲築町（現在の嘉麻市）鴨生に設置されていた、日本国有鉄道（国鉄）漆生線の駅（廃駅）である。漆生線の廃止に伴い、1986年（昭和61年）4月1日に廃駅となった。

## 歴史
- 1913年（大正2年）8月20日：開業[1]。当時は貨物のみの扱い[1]。
- 1920年（大正9年）5月10日：旅客扱い開始[1]。
- 1973年（昭和48年）3月30日：隣接する三井山野炭鉱が閉山。漆生線の廃線の遠因となる。
- 1986年（昭和61年）4月1日：漆生線の全線廃止に伴い、廃駅となる[1]。

## 駅構造
単式ホーム1面1線を有する地上駅で、木造駅舎（駅前広場あり）を併設する委託駅であった。当駅はかつて設けられていた三井山野炭鉱の玄関駅で、駅東側には石炭積み込みのホッパーが建てられていた。また、当駅から山野炭鉱への貨物支線が何本も分岐していた。

## 輸送量・収入
| 年度 | 旅客（人） | 貨物量（トン） | 旅客収入（円） | 貨物収入（円） |
| ---- | ---------- | -------------- | -------------- | -------------- |
| 1924 | 59,004     | 224,159        | 12,461         | 275,561        |
| 1928 | 98,923     | 347,546        | 18,143         | 432,514        |
| 1931 | 89,600     | 250,410        | 14,705         | 303,975        |
| 1935 | 123,911    | 344,005        | 22,186         | 434,717        |

- 福岡県統計書各年度版より

## 駅周辺
三井山野炭鉱が稼働している折はその中心地で、駅周辺には山野炭鉱関連施設や炭鉱住宅が多く建てられたが、1973年（昭和48年）の山野炭鉱閉山後は関連施設が解体されるほか、炭鉱住宅が普通の住宅に変わり、住宅街となった。周囲の人口は少なくなかったが、主だってバスの利用が多かったため当駅の利用者は少なかった。
- 旧三井鉱山山野炭鉱
- 鴨生郵便局
- 福岡県立嘉穂養護学校
- 嘉麻市立稲築東中学校
- 嘉麻市立稲築東小学校
- 鴨生商店街
- 銭代坊商店街

## 隣の駅
日本国有鉄道
漆生線
下鴨生駅 - 鴨生駅 - 漆生駅